# SN 1992O
SN 1992O – supernowa typu Ia odkryta 14 marca 1992 roku w galaktyce A192343-6250. W momencie odkrycia miała maksymalną jasność 17,80m.